# 龙口市站
龙口市站，位于中华人民共和国山东省烟台市龙口市，是龙烟铁路和津潍烟高速铁路潍烟段上的火车站，2017年12月28日途径线路开通（彼时作为越行站不办客）、2018年1月22日开办客运业务，由济南局集团烟台车务段管辖。

## 車站周邊
- 安达花园
- 龙口市公安局东江派出所
- 龙口市摩擦密封材料厂
- 龙口市仁胜塑胶有限公司
- 天海机械
- 广力公司
- 百特电机
- 龙口市锦达公司
- 金丰小区
- 诚峰科技
- 高新区幼儿园
- 横埠村、徐家村、蔺家村、大脉张家村、祁家村

### 公交接驳
- 火车站：龙口13路、龙口16路
- 火车站西：龙口5路、龙口9路、龙口13路、龙口17路

## 歷史
- 2017年12月28日开通启用。
- 2018年1月22日开办客运业务。
- 2024年5月8日0时至6月7日24时曾因潍烟高铁施工而暂停办理客运业务[5]。

## 外部連結
- 中国铁路客户服务中心 （页面存档备份，存于）